# باول فليتشير
باول فليتشير (بالإنجليزية: Paul Fletcher)‏ هو محامي وسياسي بريطاني وأسترالي، ولد في 16 يناير 1965 في المملكة المتحدة. حزبياً، نشط في الحزب الليبرالي الأسترالي. وقد انتخب عضو مجلس النواب الأسترالي عن دائرة Division of Bradfield ‏ (5 ديسمبر 2009 – ).